# The Phoenix (giornale)
The Phoenix è il nome che hanno in comune vari giornali alternativi settimanali pubblicati negli Stati Uniti da Phoenix Media / Communications Group di Boston, Massachusetts, tra cui il Boston Phoenix, Phoenix Providence, Phoenix Portland e l'ormai defunta Worcester Phoenix. Questi giornali sottolineano arti locali e la copertura di intrattenimento così come lo stile di vita e la copertura politica da un punto di vista liberale. Le carte sono in qualche modo simile nei contenuti e formato editoriale per il Village Voice. Il 1º agosto 2012, è stato annunciato che Stuff Magazine e il quotidiano Boston Phoenix si fonderanno e il risultato sarà un settimanale di essere chiamato the Phoenix, al debutto nell'autunno del 2012. Il primo numero del nuovo, lucido-carta Phoenix porta la data di copertina del 21 settembre 2012.